# Netuar
Netuar – południowoafrykański konstruktor Formuły 1, założony przez Rautena Hartmanna. Uczestniczył tylko w nieoficjalnych wyścigach Formuły 1.

## Historia
Netuar został założony przez Rautena Hartmanna, który był także kierowcą. Zadebiutował w Grand Prix Randu 1961 z modelem Mk1, napędzanym silnikiem Peugeot R6. Do 1964 roku uczestniczył wyłącznie w Grand Prix Randu. W 1965 roku Netuar nie ścigał się w żadnym wyścigu. W 1966 roku Hartmann wystawił nowy samochód, Netuar 2. Za kierownicą tego samochodu Hartmann zajął piąte miejsce w Easter Grand Prix i Van Riebeeck Trophy. W 1967 roku Netuar był napędzany silnikiem Alfa Romeo. Hartmann zajął w tamtym sezonie piąte miejsce w Natal Winter GP. Ostatnim wyścigiem samochodu Netuar było Pat Fairfield Trophy 1967.
Ogółem Netuar wystartował w 22 wyścigach.